# Rodrigo Vidal Rojas
Rodrigo Alejandro Vidal Rojas (Concepción, 26 de septiembre de 1964) es un arquitecto y académico chileno. El 21 de agosto de 2022 asumió como Rector de la Universidad de Santiago de Chile (USACH), por un período de cuatro años, sucediendo a Juan Manuel Zolezzi Cid.

## Biografía
Nació en la ciudad de Concepción y realizó su educación escolar en el Liceo Enrique Molina Garmendia, institución pública de la Región del Bíobío.
Posteriormente, ingresó a estudiar Arquitectura en la sede Concepción de la Universidad Técnica del Estado en 1981. Dicha casa de estudios cambió de nombre y sus dependencias regionales dieron paso a distintas instituciones de educación superior, creándose la Universidad del Bío-Bío, plantel desde donde egresó y obtuvo su título profesional.Militante del Partido por la Democracia entre 1988 y 1990, según él cuenta.
En 1990, ingresó a estudiar un máster en Ciencias Sociales del Desarrollo en la Université de Genève (Suiza), egresando en 1992. Posteriormente, gana un concurso público para trabajar como profesor asistente en el Institut universitaire d'études du développement de dicha casa de estudios. En 1994, comienza su máster en Diseño Urbano y Ordenamiento Territorial en esta institución, terminando su maestría en 1997. Ese mismo año, ingresa al Institut de Géographie de la Faculté des Lettres de la Université de Lausanne (Suiza), donde realiza su tesis doctoral bajo la guía de Jean-Bernard Racine, Premio Vautrin Lud de Geografía obteniendo en 2000 su doctorado en urbanismo (Docteur ès Lettres, Mention Urbanisme) con la tesis “Fragmentation urbaine. Eléments pour une analyse multimodale de la fragmentarité”, trabajo distinguido con el Premio de Facultad de dicha institución y publicado por L’Harmattan, en París, en 2002.
En marzo de 1997, es contratado en la Escuela de Arquitectura de la Usach como académico de jornada completa. En 2002, se convierte en profesor titular y en 2004 fue elegido como director de dicha unidad académica, siendo reelecto en el año 2006.

## Trayectoria
Rodrigo Vidal Rojas fue investigador activo desde 1999. A nivel internacional, ha sido profesor invitado por los Departamentos de Sociología y de Filosofía de la Universidad de La Habana (Cuba) y en la Escuela de Arquitectura de la Universidad de Sevilla (España).
En el ámbito nacional, ha sido co-gestor y profesor invitado del Magíster en Desarrollo Regional y Medio Ambiente de la Universidad de Valparaíso; par evaluador de posgrado de la Comisión Nacional de Acreditación (CNA) y evaluador de la Agencia Nacional de Investigación y Desarrollo de Chile (ANID) de proyectos del Fondo Nacional de Desarrollo Científico y Tecnológico (Fondef y Fondecyt).
En la Universidad de Santiago de Chile, se ha desempeñado como Vicerrector Académico bajo la rectoría del Dr. Juan Manuel Zolezzi Cid; consejero académico; miembro del Consejo de Investigación y de la Comisión de Infraestructura y Campus; y fundador del máster integrado en Diseño Arquitectónico (MIDA), programa de posgrado donde, también, ejerció como su director, por designación del rector antedicho.
A nivel editorial, ha sido evaluador externo de la Revista Arquitectura y Urbanismo de la Universidad Tecnológica de La Habana José Antonio Echeverría (Cujae) y miembro del comité científico de la Revista de Geografía Norte Grande de la Universidad Católica. Su libro ‘Fragmentation de la ville et nouveaux modes de composition urbaine’ fue seleccionado y expuesto en la Muestra Nacional de la XIV Bienal de Arquitectura y Urbanismo de Chile.

## Rectorado en la Usach
Su primera candidatura a Rector de la Universidad de Santiago la formalizó en el año 2018.Luego de avanzar a segunda vuelta, fue derrotado por Juan Manuel Zolezzi quien lideró a la Usach por un cuarto periodo consecutivo, siempre elegido democráticamente.
En 2022, vuelve a presentar su candidatura a Rector, instancia donde, tras pactar con el tercer candidato, se impone en segunda vuelta al académico Jorge Torres Ortega (quien había ganado la primera vuelta), por un 58,71% de los votos emitidos, frente al 41,29% alcanzado por su contendor. De esta manera, se convierte en la máxima autoridad de la casa de estudios estatal para el periodo 2022-2026, cargo que asume el 21 de agosto de ese año.
Siendo rector, la Junta Directiva de la Universidad decidió aprobar la creación de la Vicerrectoría de Calidad de Vida, Género, Equidad y Diversidad y la Política Integral para el Abordaje de la Violencia de Género en la Universidad de Santiago de Chile,que venía siendo discutida durante el gobierno universitario del Dr. Zolezzi, entre otras medidas.
Bajo la presidencia de Osvaldo Corrales Jorquera, rector de la Pontificia Universidad Católica de Valparaíso y Presidente del Consorcio de Universidades del Estado de Chile participó en la conmemoración por los 50 años desde el Golpe de Estado, significativo porque durante la dictadura militar se intervino a las Universidades del Estado de Chile, quienes cuentan con decenas de detenidos desaparecidos, se le impusieron Rectores designados y un Estatuto Orgánico, se dividieron sus sedes regionales y se decretaron cambios de nombres a distintas universidades y sedes, lo que fue relevado por el Dr. Corrales en su discurso.
Por otra parte, en su calidad de Rector, vinculado con la izquierda política y su historia reciente, otorgó el grado de doctor honoris causa de la Usach (máxima distinción académica de la Universidad) al arquitecto Miguel Lawner, militante comunista y uno de los principales gestores de la población La Victoria, y a la ex Presidenta de la República Michelle Bachelet; el "Reconocimiento a la Trayectoria Relevante en la Promoción y Defensa de los Derechos Humanos" a la activista Inés Erazo, viuda del histórico ex Rector de la UTE, Enrique Kirberg; y despedir en funeral, como parte de la comitiva institucional, a la defensora de los derechos humanos Joan Jara, viuda del cantautor nacional y miembro de la Universidad Técnica del Estado, Víctor Jara.
Actualmente, se desempeña como miembro del directorio del Consorcio de Universidades del Estado de Chile (Cuech), Rector encargado de la Comisión de Internacionalización del Consejo de Rectoras y Rectores de Chile, miembro del Comité Directivo de la Asociación de Universidades del Grupo de Montevideo (AUGM) y miembro del Consejo de Gobierno del Instituto Internacional de la UNESCO para la Educación Superior en América Latina y el Caribe (IESALC).